# Pihtijärvi (sjö i Finland)
Pihtijärvi är en sjö i Finland. Den ligger i kommunen Kittilä i landskapet Lappland, i den norra delen av landet, 800 km norr om huvudstaden Helsingfors. Pihtijärvi ligger 169 meter över havet. Arean är 19,5 hektar och strandlinjen är 2 kilometer lång. Sjön  ingår i Kemi älvs huvudavrinningsområde. 